# Evarcha crinita
Evarcha crinita là một loài nhện trong họ Salticidae.
Loài này thuộc chi Evarcha. Evarcha crinita được Dmitri Viktorovich Logunov & Zamanpoore miêu tả năm 2005.